# 靈神星
靈神星（16 Psyche）為一顆巨大的小行星，也很有可能是最大的M-型小行星，質量估計占所有小行星帶天體的0.6%，是由義大利天文學家安尼巴莱·德·加斯帕里斯在1852年3月17日所發現的，這是他發現的第5顆小行星，並以希臘神話中的普赛克（灵魂的化身）來命名。此前最早發現的15顆小行星都曾由天文學界正式給予一個用於速寫的天文符號，但是天文學家恩克（Johann Franz Encke）在1851年建議往後對小行星的書寫只採用編號，於是靈神星成為第一顆啟用這個方案的小行星。2023年NASA發射了靈神星軌道器，預計2029年將抵達靈神星展開探索任務。

## 特徵
雷達觀測顯示靈神星的地質大部分純粹是由鐵和鎳所構成的。與其他M型小行星不同，靈神星在表面並沒有水或含水礦物存在的跡象，與它是金屬天體的推測相符合。同時還發現仍有少量的輝石存在於靈神星上。
靈神星似乎是一個更大星體殘餘的金屬核心，倘若如此在其相同的軌道上預期會有其他的小行星，不過靈神星並不屬於任何小行星家族；其中一個假設是這次碰撞發生在太陽系史上非常早期的時代，因此其他殘餘在後來的碰撞中被磨成碎片，或是軌道被改變。亦有看法認為靈神星是經歷了破壞之後在重力作用下重新吸積而形成，混合了金屬和矽酸鹽。另有一說認為靈神星是差異化的天體，經歷了鐵火山作用且同時仍在冷卻當中。
由於靈神星的體積大到足夠可以計算出它對其他小行星的攝動，因此也可以計算出靈神星的質量。根據推算，儘管它的金屬比例仍然頗高，然而它的地質密度則是相對偏低（但對於此類小行星而言是很普遍的），這顯示出靈神星擁有一個較高的多孔性，達到30–40%，且代表它很可能像是一個巨大的礫石堆。
靈神星擁有相當規則的表面，它大約是個橢球體。光度變化曲線顯示靈神星極點的黃道坐標（ecliptic coordinate）為黃緯（β）-9°, 黃經（λ）35°或是黃緯-2°, 黃經215°，其中大約有10°的誤差。靈神星的軸傾角（axial tilt）為95°。
目前靈神星有兩次明顯的掩星被觀測過，一次在墨西哥觀測到，發生在2002年3月22日，另一次則是在2002年5月16日。靈神星的光度變化也顯示它並不是球狀天體，與雷達的觀測結果及光度變化曲線相符合。

## 外部連結
- 由光度變化曲線推測出的靈神星形狀模型 （页面存档备份，存于） (PDF)
- 靈神星遮掩恆星TYC 5783-1228的過程 (Video)
- 靈神星的軌道模擬與資料 （页面存档备份，存于） from JPL (Java) / 靈神星的星曆表 （页面存档备份，存于）

| 前一小行星： (15)司法星 | 小行星列表 | 後一小行星： (17)海女星 |